# Сюти (уезд)
Сюти (яп. 周智郡 Сюти-гун) уезд расположен в префектуре Сидзуока, Япония.
По оценкам на 1 апреля 2017 года, население составляет 18,084 человек, площадь 133,91 км², плотность 135 человек/км².

## Посёлки и сёла
- Мори